# Anna Maria Luppi Mosca
Anna Maria Luppi Mosca (Torino, 21 de diciembre de 1929-Torino, 26 de febrero de 2023) fue una botánica, micóloga, liquenóloga, profesora, taxónoma, conservadora y exploradora italiana.

## Carrera
En 1997 se licenció en Ciencias Biológicas por la Universidad de Mesina (evaluación final: 110/110 cum laude). Y en 2001, obtuvo su Ph.D por la Universidad de Mesina, sobre ficología.
Desarrolla actividades académicas y científicas en el Departamento de Ciencias de la Vida "Marcello Malpighi", Universidad de Mesina, Italia, siendo investigadora y profesora agregada en botánica (S.S.D. BIO / 01) desde 2006. Es Jefa del Laboratorio de filogenia molecular de dicha casa. Sus responsabilidades en docencia son: Botánica General (ciencias biológicas); Botánica (biología y ecología marina); Evolución y diversidad vegetal (Biología); Biología de la reproducción de algas (Ciencias Biológicas); Delegada del Departamento en la gestión de las actividades Erasmus.

## Algunas publicaciones
- mariangela Girlanda, deborah Isocrono, claudia Bianco, anna maria Luppi-Mosca. 1997. Two Foliose Lichens as Microfungal Ecological Niches. Mycologia 89 (4): 531 - 536. resumen

- simonetta Sampò, roberta Bergero, giorgio Buffa, anna maria Luppi-Mosca. 1997. Soil Fungal Communities in a Young and an Old Alnus viridis Coenosis. Mycologia 89 (6): 837 - 845. Resumen y 1ª p.

- valeria filipello Marchisio, anna Fontana, anna maria Luppi Mosca. 1977. Anthopsis deltoidea, a new genus and species of Dematiaceae from soil. Canadian J. of Botany 55 (2): 115 - 117 10.1139/b77-018 resumen

- anna maria Luppi Mosca. 1957. Ricerche sulla micoflora del terreno di una valletta nivale nel Parco Nazionale del Gran Paradiso. «Allionia» 3 (11): 88 - 107.

- ------------------------. 1956. Ricerche sulla micoflora del suolo in un Piceeto del Parco Nazionale del Gran Paradiso. «Allionia» 3 (11): 23 - 67.

## Honores

### Membresías
- Società Botanica Italiana
- Italian Network for DNA barcoding
- British Phycological Society
- Federation of European Phycological Societies
- International Phycological Society
- International Seaweed Association

### Galardones
- 2003:

- La abreviatura «Mosca» se emplea para indicar a Anna Maria Luppi Mosca como autoridad en la descripción y clasificación científica de los vegetales.[5]